# Élections législatives de 1919 dans le Jura
Les élections législatives du 16 novembre 1919, et éventuellement dans l'hypothèse d'un second tour du 30 novembre 1919, sont organisées selon un scrutin de liste dans le cadre du département : tout candidat obtenant la majorité absolue des suffrages est élu, les sièges restants étant attribués à la représentation proportionnelle à la plus forte moyenne. Elles marquèrent au niveau national la victoire du Bloc national de centre-droit. La nouvelle assemblée fut surnommée « Chambre bleu horizon », en référence à la couleur bleu horizon des uniformes des très nombreux anciens combattants qui y siègeront.

## Résultats départementaux

### Par listes
| Listes         | Listes                                                                                        | Premier tour | Premier tour | Sièges |
| Listes         | Listes                                                                                        | Voix         | %            | Sièges |
| -------------- | --------------------------------------------------------------------------------------------- | ------------ | ------------ | ------ |
|                | Liste d'Union républicaine nationale pour le développement agricole, industriel et commercial | 25 384       | 47,60        | 3      |
|                | Liste d'Union républicaine                                                                    | 19 060       | 35,74        | 1      |
|                | Liste socialiste unifiée                                                                      | 8 533        | 16,00        | 0      |
|                |                                                                                               |              |              |        |
| Inscrits       | Inscrits                                                                                      | 72 769       | 100,00       | 4      |
| Votants        | Votants                                                                                       | 54 137       | 74,40        |        |
| Abstention     | Abstention                                                                                    | 18 632       | 25,60        |        |
| Blancs et nuls | Blancs et nuls                                                                                | 812          | 1,50         |        |
| Exprimés       | Exprimés                                                                                      | 53 325       | 98,50        |        |

### Par candidats
| Candidat       | Candidat        | Tendance            | Premier tour | Premier tour |
| Candidat       | Candidat        | Tendance            | Voix         | %            |
| -------------- | --------------- | ------------------- | ------------ | ------------ |
|                | Charles Dumont  | Radical indépendant | 20 090       | 37,67        |
|                | Georges Ponsot  | PRRRS               | 18 052       | 33,85        |
|                | Aimé Berthod    | PRRRS               | 19 260       | 36,12        |
|                | Cencelme        | ARD                 | 18 838       | 35,33        |
|                |                 |                     |              |              |
|                | Maurice Bouvet  | FR                  | 25 376       | 47,59        |
|                | Marcel Ferraris | FR                  | 26 217       | 49,16        |
|                | De Haut         | FR                  | 24 903       | 46,70        |
|                | Maurice Jeantet | FR                  | 25 040       | 46,96        |
|                |                 |                     |              |              |
|                | Henri Lissac    | SFIO                | 8 563        | 16,06        |
|                | Benoit          | SFIO                | 8 503        | 15,95        |
|                |                 |                     |              |              |
| Inscrits       | Inscrits        | Inscrits            | 72 769       | 100,00       |
| Votants        | Votants         | Votants             | 54 137       | 74,40        |
| Abstention     | Abstention      | Abstention          | 18 632       | 25,60        |
| Blancs et nuls | Blancs et nuls  | Blancs et nuls      | 812          | 1,50         |
| Exprimés       | Exprimés        | Exprimés            | 53 325       | 98,50        |